# Victoria Jackson
Victoria Jackson (Miami, Florida, 1959. augusztus 2. – ) amerikai színésznő, humorista és énekesnő, aki a Saturday Night Live szkeccsműsor tagja volt 1986-tól 1992-ig.

## Élete
Miamiban született Marlene Esther és James McCaslin Jackson gyermekeként. Öt és tizennyolc éves kora között apja edzette őt. Miután érettségizett, a Florida Bible College tanulója volt (Hollywood, Florida). Később a Furman University tanulója lett (Greenville, Dél-Karolina). 1979-ben az Auburn Egyetem tanulója lett. Végzős éve során kilépett, hogy színészetet tanuljon.
A 2000-es években diplomázott a Palm Beach Atlantic University-n.
Egy alabamai színházban találkozott Johnny Crawford gyerekszínésszel, aki felfogadta őt. Victoria 1981-ben Los Angelesbe költözött, ahol nappal dolgozott, éjjel pedig humoristaként tevékenykedett. Áttörést a The Tonight Show Starring Johnny Carson műsorban ért el. Ezután 20 alkalommal szerepelt a műsorban.  1984-ben szerepelt a W*A*L*T*E*R című pilot epizódban, a M*A*S*H spin-offjában, amelyből végül nem lett teljes sorozat.
Az 1985-ös, rövid életű Half Nelson című sorozatban szerepelt, majd kapott egy felkérést egy meghallgatásra a Saturday Night Live csapatához. Jackson nem volt biztos benne, hogy a meghallgatás nem fog sikerülni, ezért elküldte a hangutánzásait tartalmazó kazettát Lorne Michaels-nek. Ő megnézte a felvételt, és felkérte Jacksont, hogy szerepeljen a műsorban. 1986-tól 1992-ig a szereplőgárda rendszeres tagja volt. Olyan hírességeket imitált, mint Roseanne Barr, Sally Struthers és Zsa Zsa Gabor. 1992-es kilépése után is folytatódott a filmes karrierje, de nagyrészt ismeretlen vagy észrevétlen filmekről volt szó.
2012-ben jelent meg életrajzi könyve, Is My Bow Too Big? How I went from Saturday Night Live to the Tea Party címmel.
1984-ben feleségül ment Nisan Mark Eventoff bűvészhez, egy lányuk született, Scarlet (1986). 1991-ben elváltak. Nem sokkal ezután újra összejött középiskolás szerelmével, Paul Wessellel, aki akkoriban rendőr volt. Összeházasodtak, és egy lányuk született, Aubrey (1994). Férje 2013-ban visszavonult, így a pár Nashville-be költözött.

## További információ
- Hivatalos oldal
- Victoria Jackson a Facebookon
- Victoria Jackson a PORT.hu-n (magyarul)
- Victoria Jackson az Internetes Szinkronadatbázisban (magyarul)
- Victoria Jackson az Internet Movie Database-ben (angolul)
- Victoria Jackson a Rotten Tomatoeson (angolul)